# طاهر دبیر
طاهر دبیر از جمله درباریان و دیوان‌سالاران در دستگاه امیر مسعود غزنوی بود که مدتی از طرف او بر ری و نواحی اطراف حکومت کرد.
در زمانی که هنوز امیر محمود زنده بود، طاهر در دستگاه پسرش مسعود، صاحب دیوان برید بود. بیهقی نقل می‌کند که پس از به تخت نشستن مسعود، طاهر امید داشت تا ریاست دیوان رسالت به او داده شود، اما بونصر مشکان که در زمان امیر پیشین صاحب این دیوان بود به مسعود پیوست و مسعود دیوان رسالت را بدو سپرد.
با این حال اندکی بعد، طاهر به کدخدایی ری و نواحی اطراف منصوب شد. گویا طاهر در دوران حکومت بر ری، علاقۀ بسیاری به بزم، پایکوبی و شراب داشته‌است، چنان‌که بیهقی در وقایع سال ۴۲۴ هجری قمری از برپایی چنین بزمی توسط وی خبر داده است:
«یک روز وقت گل، طاهر گل‌افشانی کرد که هیچ ملک بر آن گونه نکند، چنان‌که میانِ برگ گل، دینار و درم بود که برانداختند، و تاش و همه مقدمان نزدیک بودند، و همگان را دندان مزد داد. چون بازگشتند مستان، وی با غلامان و خاصگان خویش خلع عذار کرد و تا بدان جایگاه سخف رفت که فرمود تا مشربه‌های زرین و سیمین آوردند و آن را در علاقه ابریشمین کشید و بر میان بست چون کمری، و تاجی از مورد بافته و با گل سوری بیاراسته بر سر نهاد و پای کوفت و ندیمان و غلامانش پای کوفتند با گرزن‌ها بر سر؛ و پس دیگر روز، این حدیث فاش شد و همهٔ مردم شهر، غریب و شهری از این گفتند.»
روزهای خوش طاهر در ری دیری نپایید. به زودی خبرها به مسعود در غزنین رسید. مسعود تصمیم به عزل طاهر گرفت و بوسهل حمدوی را جانشین او ساخت. پس از این ماجرا طاهر دبیر جایگاه خود را در نزد مسعود از دست داد و به هندوستان تبعید گشت.
در زمان حاکمیت طاهر بر ری، منوچهری دامغانی شاعر نام‌آور پارسی به شکوفایی رسید. منوچهری اشعار و قصایدی نیز در مدح وی سروده است.